# Craig T. Nelson
Craig T. Nelson (født 4. april 1944) er en amerikansk skuespiller og tegnefilmsdubber. Han er kendt for sin rolle som Alexander Cullen i Djævelens advokat fra (1997), og som stemmen bag Hr. Utrolig i De Utrolige fra (2004).